# Нагорода за досягнення імені Хван Йон Де

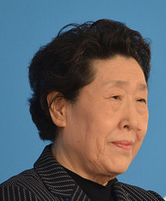
Доктор Хван під час Паралімпіади 2014

Нагорода імені Хван Йон Де за досягнення  — офіційна нагорода Міжнародного паралімпійського комітету названа на честь південно-корейської громадської діячки, доктора Хван Йон Де (у кириличних джерелах її ім'я частіше транслітерується з англійської як Ван Юн Дай). Щодвароки нагороду отримують атлет і атлетка, які найкраще проявляють дух Паралімпіади, надихають і дивують світ.
Йон Де у віці трьох років пережила поліомієліт і внаслідок паралічу ноги втратила можливість вільно пересуватися. Стикаючись із численними проявами дискримінації, згодом вона присвятила своє життя захисту прав осіб з інвалідністю, розвитку паралімпійського спорту в Кореї і у всьому світі. Під час Літніх Паралімпійськіх ігор в Сеулі, столиці Кореї, Міжнародний Параолімпійський Комітет (МПК) визнав її внесок в Паралімпійський рух і запровадив Нагороду її імені. Спершу Нагорода називалася Призом за подолання (англ.: Overcome Prize). З тих пір її отримують на кожній Паралімпіаді один чоловік і одна жінка, що "найкраще ілюструють дух гри, надихають і захоплюють весь світ".
За даними Комітету, "ця нагорода для тих, хто є чесним, сумлінним і безкомпромісним у своїх цінностях і ставить просування Паралімпійського руху вище особистого визнання." Шість фіналістів, три жінки і троє чоловіків, вибираються з учасників Паралімпійських ігор, номінації надсилають делегації країн-учасниць. Переможці обрані з числа фіналістів отримують золоту медаль на Церемонії закриття ігор. Суто спортивні результати не завжди гарантують успіх номінанта, наприклад, уславлений південноафриканський спринтер Оскар Пісторіус був номінований на премію в 2012 році, але не виграв.

## Переможці
| Рік  | Місце проведення | Сезон       | Переможці              | НПК             | Прим.  |
| ---- | ---------------- | ----------- | ---------------------- | --------------- | ------ |
| 1988 | Сеул             | Літні ігри  | Енн Тротман            | Велика Британія | [ 2 ]  |
| 1988 | Сеул             | Літні ігри  | Пер Мортен             | Канада          | [ 2 ]  |
| 1992 | Barcelona        | Літні ігри  | Джейсіл Вольфганг      | США             |        |
| 1992 | Barcelona        | Літні ігри  | Габріель Анхель        | Чилі            |        |
| 1996 | Atlanta          | Літні ігри  | Беатріс Мендоса Ріверо | Іспанія         | [ 3 ]  |
| 1996 | Atlanta          | Літні ігри  | Давід Лега             | Швеція          | [ 3 ]  |
| 1998 | Nagano           | Зимові ігри | Кім Мі Чон             | Південна Корея  |        |
| 1998 | Nagano           | Зимові ігри | Марцін Кос             | Польща          |        |
| 2000 | Sydney           | Літні ігри  | Мартіна Віллінг        | Німеччина       | [ 4 ]  |
| 2000 | Sydney           | Літні ігри  | Умар Б. Коне           | Кот-д'Івуар     | [ 4 ]  |
| 2002 | Salt Lake City   | Зимові ігри | Лорен Вулстенкрофт     | Канада          | [ 5 ]  |
| 2002 | Salt Lake City   | Зимові ігри | Аксель Гекер           | Німеччина       | [ 5 ]  |
| 2004 | Athens           | Літні ігри  | Занеле Сіту            | ПАР             | [ 6 ]  |
| 2004 | Athens           | Літні ігри  | Райнер Шмідт           | Німеччина       | [ 6 ]  |
| 2006 | Torino           | Зимові ігри | Олена Юрковська        | Україна         | [ 7 ]  |
| 2006 | Torino           | Зимові ігри | Лонні Ханна            | США             | [ 7 ]  |
| 2008 | Beijing          | Літні ігри  | Наталі дю Тойт         | ПАР             |        |
| 2008 | Beijing          | Літні ігри  | Саїд Гомес             | Панама          |        |
| 2010 | Vancouver        | Зимові ігри | Колетт Бургоньє        | Канада          | [ 8 ]  |
| 2010 | Vancouver        | Зимові ігри | Ендо Такаюкі           | Японія          | [ 8 ]  |
| 2012 | London           | Літні ігри  | Мері Нахуміча Закайо   | Кенія           | [ 9 ]  |
| 2012 | London           | Літні ігри  | Майкл МакКіллоп        | Ірландія        | [ 9 ]  |
| 2014 | Sochi            | Зимові ігри | Бібіан Ментел-Спее     | Нідерланди      | [ 10 ] |
| 2014 | Sochi            | Зимові ігри | Тобі Кейн              | Австралія       | [ 10 ] |
| 2016 | Rio de Janeiro   | Літні ігри  | Татьяна МакФадден      | США             | [ 11 ] |
| 2016 | Rio de Janeiro   | Літні ігри  | Ібрагім Аль Хусейн     | Сирія           | [ 11 ] |
| 2018 | PyeongChang      | Зимові ігри | Сіні Пії               | Фінляндія       | [ 12 ] |
| 2018 | PyeongChang      | Зимові ігри | Адам Холл              | Нова Зеландія   | [ 12 ] |

## Вікіновини
- Хто отримає почесну нагороду Ван Юн Дай у 2014
- Українець претендує на нагороду Ван Юн Дай (2018)